# Carlos Pazos
Carlos Pazos (* 23. Dezember 1949 in Barcelona, Spanien) ist ein spanischer Objekt- und Installationskünstler, der seine Bildgedichte in katalanischer Sprache ausführt.

## Leben
Pazos begann ein Studium der Architektur, wandte sich dann jedoch Zeichnungen und Malerei zu. Er studierte Kunst an der Escola EINA in Barcelona und stellte 1969 zum ersten Mal im Ateneugebäude in Barcelona aus. In den folgenden Jahren wurde er mit Einzel- und Gruppenausstellungen national und international bekannt. Seine Werke, wie zum Beispiel Installationen oder Skulpturen, werden durch ihre Anwandlungen von Unschuld und Naivität oft mit dem Prädikat Kitsch versehen.
Seit 2005 arbeitet er unter anderem mit dem katalanischen Künstler Pascal Comelade auf den Gebieten Bücher, Videos und Konzerten zusammen.

## Preise und Auszeichnungen
- 2004: Premio nacional de artes plasticos des spanischen Ministeriums für Erziehung und Kultur.
- 2008: Premi Nacional d’Arts Visuals der Generalitat de Catalunya

## Ausstellungen
Einzelausstellungen:
- 1979: Sala d’Exposcions de l'Ateneu Barcelonès, Barcelona
- 1973: Perfum. Sala Tres, Acadèmia de Belles Arts, Sabadell
- 1976: Esculturas al aire libre. EINA, Barcelona
- 1986: Melalcohólicoropel. Galería Buades, Madrid
- 1990: „L’Amour Latent“ y „Christmas Blues“. Galerie Camille Von Scholz, Brüssel
- 1993: Collagenos y cirroestratos. Galeria Joan Prats, Barcelona
- 1993: Decalage de cafes o decales de calaix. Estudio Artizar, La Laguna, Teneriffa
- 1994: For CP Fans Only. Sala Papalló, Valencia
- 1995: El velo del olvido. Joan Prats Gallery, New York City
- 1996: mit Steven Pollack: Voodoo Victims. Caligrama, Barcelona
- 1997: Luces en la Tormenta. Galería Trinta, Santiago de Compostela
- 1998: ...magari.... Espai per la Recetrca i l’Intercanvi, Ca’n Xarracan, Montornès del Vallès, Barcelona
- 2001: SINDETIKON. Museo de Teruel, Teruel und Museo de la Universität Alicante, Alicante
- 2003: Chispazos, Museo de Cáceres, Cáceres, Spanien
- 2004: Sí, estás. Galleria Gianni Giacobbi de Arte Contemporaneo, Palma
- 2006: Mic & Mau. Galería del Tenyidor, Collioure, Frankreich
- 2006: Obert per obres. Maison de la Catalogne, Paris
- 2007: No me digas Nada. Museo Reina Sofía, Madrid, Museu d’Art Contemporani de Barcelona (MACBA), Barcelona und 2008 Galería Vanguardia, Bilbao

Gemeinschaftsausstellungen:
- 2006: Bang-Bang! Trafic d’armes de Saint-Étienne à Sète, Musée international des arts modestes, Sète, Frankreich.